# Akantis
Akantis – w mitologii greckiej córka Autonousa i Hippodamii. Wraz z rodziną została zamieniona w ptaki przez Zeusa i Apolla, którzy czuli dla nich współczucie po tym, jak zginął brat Akantis – Antos (został pożarty przez konie ojca).